# الشرف (السبرة)

تعديل مصدري - تعديل

الشرف محلة تابعة لقرية التربة، التابعة لعزلة التربة بمديرية السبرة إحدى مديريات محافظة إب في الجمهورية اليمنية، بلغ تعداد سكانها 63 حسب تعداد اليمن لعام 2004.